# Омс Пальисе, Жозеп
Жозеп Омс Пальисе́ (исп. Josep Oms Pallisé; род. 20 июля 1975, Льейда) — испанский шахматист, гроссмейстер (2007).
Четырехкратный чемпион Андорры (2003—2006 гг.).
В составе сборной Андорры участник двух шахматных олимпиад (2004 и 2006 гг.). На 37-й Олимпиаде (2006) показал лучший результат на своей доске.

## Изменения рейтинга
| Графики недоступны из-за технических проблем. См. информацию на Фабрикаторе и на mediawiki.org. |